# Ковач, Анталь
Анталь Ковач (венг. Antal Kovács, род. 28 мая 1972, Пакш) — венгерский дзюдоист, чемпион Олимпийских игр, чемпион мира, призёр чемпионатов Европы.

## Факты
- Выступал на 4-х Олимпиадах: в Барселоне 1992, Атланте 1996, Сиднее 2000 и Афинах 2004.
- В 1993 году был признан спортсменом года в Венгрии.

## Видео
Олимпийские игры, Барселона 1992, финал в весе до 95 кг: Анталь Ковач (Венгрия) - Раймонд Стивенс (Великобритания)